# Ljudmila Titova
Ljudmila Jevgenjevna Titova (ryska: Людмила Евгеньевна Титова), född 26 mars 1946 i Tjita, är en rysk före detta skridskoåkare som tävlade för Sovjetunionen.
Titova blev olympisk guldmedaljör på 500 meter vid vinterspelen 1968 i Grenoble.